# سواق المعازيب
سواق المعازيب مسلسل كوميدي سعودي من إنتاج عام 2012.

## القصة
يتناول قصة شاب يتولى قيادة سيارة أحد الأثرياء في فترة تاريخية وتمر به العديد من المواقف حيث يرصد المسلسل علاقته بأصدقائه وأقاربه قبل وبعد التحول الكبير الذي يطرأ على حياته. من بطوله بشير غنيم